# Angraecum sesquipedale
Angraecum sesquipedale – gatunek roślin należący do rodziny storczykowatych (Orchidaceae). Zasięg występowania obejmuje wschodnie wybrzeże Madagaskaru. Roślinę odkrył Louis-Marie Aubert du Petit-Thouars w 1798, została opisana naukowo w 1822. Kwiaty A. sesquipedale charakteryzują się bardzo długą ostrogą. Roślina zapylana jest przez ćmy z gatunku Xanthopan morgani.

## Morfologia
Kwiaty na 30 cm długości kwiatostanie, pojawiają się od czerwca do listopada, większość w sierpniu. Uprawiany w Europie kwitnie od grudnia do stycznia. Początkowo kwiat ma zielonkawą barwę, z czasem bieleje. Płatki kielicha dłużej niż płatki korony zachowują zielonkawą barwę. Starsze kwiaty żółkną i brązowieją. Charakterystyczną cechą rośliny jest długa, zielonkawa ostroga. Epitet gatunkowy oznacza "półtorej stopy" i odnosi się do jej długości, osiągającej 27–43 cm (mierzonej od końca ostrogi do warżki). Na końcu ostrogi znajduje się niewielka objętość nektaru, zwykle 40–300 µl; im dłuższa ostroga, tym więcej zawiera nektaru. Prętosłup gruby, długości około 1 cm, z dwiema kwadratowymi działkami prawie całkowicie zakrywającymi znamię.

## Systematyka
Gatunek sklasyfikowany do podplemienia Angraecinae w plemieniu Vandeae, podrodzina epidendronowe (Epidendroideae), rodzina storczykowate (Orchidaceae), rząd szparagowce (Asparagales) w obrębie roślin jednoliściennych.
Wykaz podgatunków
- Angraecum sesquipedale var. angustifolium Bosser & Morat
- Angraecum sesquipedale var. sesquipedale